# Dawlat Boltajew
Dawlat Rustamowitsch Boltajew (* 13. Januar 1999 in Duschanbe) ist ein tadschikischer Boxer. Er gewann eine Bronzemedaille im Schwergewicht bei den Olympischen Spielen 2024 in Paris.

## Karriere
Boltajew wurde 2019 erstmals nationaler Meister im Schwergewicht und gewann 2022 die Asienmeisterschaft (Altersklasse U22) in Taschkent. Bei der Asienmeisterschaft der Erwachsenen 2022 in Amman schied er im Viertelfinale gegen Ahmad Al Taimat aus.
2023 gewann er die Asienspiele in Hangzhou, wobei er jeweils Arslanbek Açilow, Erkin Adylbek Uulu, Jeong Jae-min und Han Xuezhen besiegte. Bei der Weltmeisterschaft 2023 in Taschkent siegte er gegen Sadam Magomedow und Carlos Rodriguez, ehe er im Viertelfinale gegen Aziz Mouhiidine unterlag.
Als Gewinner der Asienspiele war er für die Olympischen Spiele 2024 in Paris qualifiziert und erreichte dort mit Siegen gegen Georgi Kuschitaschwili und Jack Marley das Halbfinale, wo er gegen den späteren Goldmedaillengewinner Lazizbek Mullajonov mit einer Bronzemedaille ausschied. Es handelte sich dabei um die erste olympische Medaille eines männlichen Boxers in der Geschichte des Landes und um die insgesamt zweite Boxmedaille, nachdem Mawsuna Tschorijewa 2012 Bronze im Fliegengewicht gewonnen hatte. Darüber hinaus war er Fahnenträger bei der olympischen Abschlusszeremonie.